# Explosions de Novofedorivka en 2022

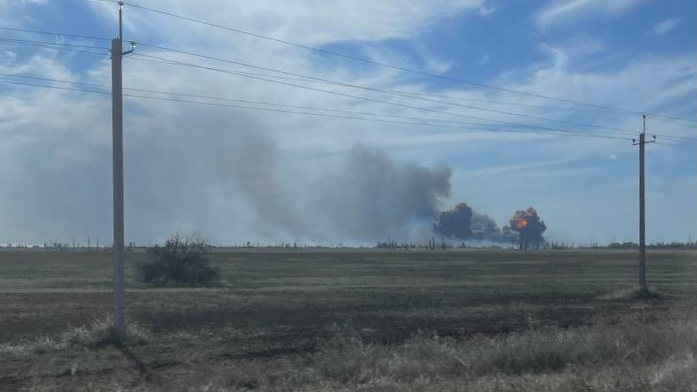
Explosions à Novofedorivka.

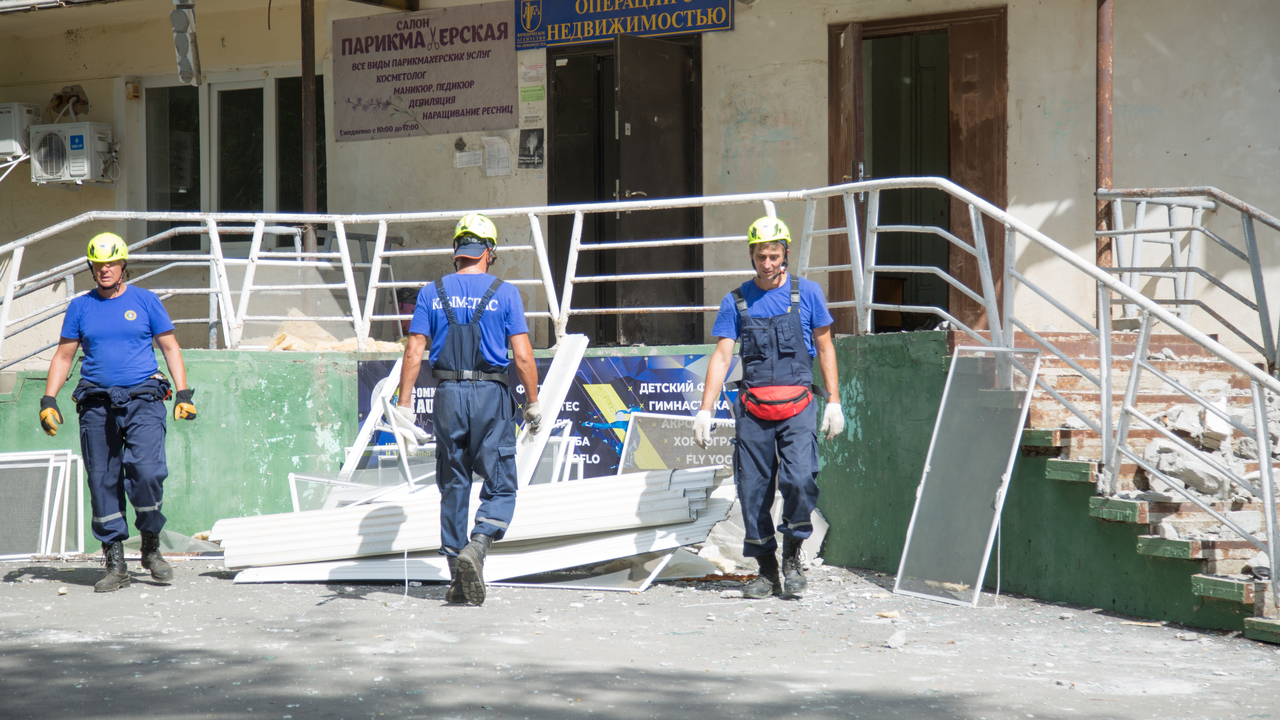
Dégâts sur un immeuble d'habitation.

Les explosions de Novofedorivka sont une série d'importantes déflagrations s'étant produites à la base aérienne de Novofedorivka dans la ville de Novofedorivka, près de Saky en Crimée, le 9 août 2022, lors de l'invasion russe de l'Ukraine,. L'aéroport avait été conquis par les forces russes lors de l'annexion de la Crimée en 2014, dans le cadre de la guerre russo-ukrainienne, et il a été utilisé pour lancer des attaques aériennes contre l'Ukraine continentale lors de l'invasion de 2022.
Détruisant de nombreux avions russes du 43e régiment aéronaval, les explosions réduisirent sévèrement les capacités aéronavales de la flotte de la mer Noire, dont le commandant — l'amiral Igor Ossipov — fut limogé peu après. Le côté russe nie faussement la destruction des avions, imputant les explosions à un accident avec des munitions. La nature exacte de l'attaque n'est pas divulguée par la partie ukrainienne, sauf qu'il s'agissait d'une frappe de missile.

## Déroulement
Les autorités russes ont déclaré l'état d'urgence et le niveau d'alerte jaune de la menace terroriste, indiquant qu'un « accident » s'était produit à la base faisant fuir les touristes russes de la plage de Saky. Une personne a été tuée, plus d'une douzaine d'autres blessées et 252 résidents déplacés vers un abri temporaire en raison de dommages contre des immeubles d'habitation,.

## Cause
Les autorités ukrainiennes n'ont pas assumé la responsabilité d'une attaque, mais ont déclaré que neuf avions russes avaient été détruits la veille, et des images non vérifiées sur les réseaux sociaux montrent au moins un chasseur à réaction détruit dans un aéroport. Un haut responsable militaire ukrainien témoignant anonymement pointe la responsabilité des attaques aux forces spéciales ukrainiennes et à des partisans ukrainiens. Cependant, le Kremlin n'accusait pas l'Ukraine de frapper la base aérienne de Novofedorivka, car cela indiquerait l'inefficacité des systèmes de défense aérienne russes. Les images satellite ont révélé des dégâts importants contre plusieurs avions,, dont des Su-24 et Su-30 détruits sur le tarmac,.
Le 7 septembre, Ukrinform publie un article, cosigné par les généraux Valeri Zaloujny (commandant en chef des forces armées ukrainiennes) et Mikhaïlo Zabrodskiy (premier vice-président du comité parlementaire de la sécurité nationale, de la défense et du renseignement (uk)), dans lequel les Ukrainiens affirment que les explosions sont le résultat d'une frappe de missile,.

## Conséquences

### Destruction d'avions
Le 10 août, la force aérienne ukrainienne annonce sur Facebook la destruction de neuf avions russes. Le même jour, des images satellite des conséquences des explosions sont publiées par Planet Labs, des images avec lesquelles CNN compte sept avions détruits, la BBC compte au moins huit avions endommagés ou détruits, et avec lesquelles les chercheurs du groupe Oryx ont confirmé la destruction/endommagement de 10 avions russes: 
- 4 Su-24
- 3 Su-30M
- 2 Su-24 irréparables
- 1 Su-30 irréparable

Selon le site militaire ukrainien Militarnyi (uk):
- 4 Su-24
- 3 Su-30SM
- 1 Su-30SM endommagé
- 3 Su-24 endommagés

### Autres dommages
Selon le journal russe Kommersant du 10 août, Sergueï Axionov et ses autorités d'occupation russes en Crimée évaluent le coût des dégâts à 200 millions de roubles russes. Le camp russe rapporte que quatorze personnes sont mortes. Selon Kommersant, 62 tours d'habitation, 20 installations commerciales et plusieurs dizaines de bâtiments privés et de voitures sont endommagés. L'approvisionnement en gaz de Novofedorivka est coupé,. Le porte-parole de la force aérienne ukrainienne, Iouri Ignat, déclare que les explosions ont détruit un entrepôt de munitions d'aviation,. Eliot Higgins de Bellingcat a déclaré que sur des images satellite, trois entrepôts avaient été détruits, laissant des cratères visibles. Il suggère que la détonation des munitions et des avions a provoqué un immense incendie qui s'est propagé à travers la base aérienne.
Le 12 août 2022, Anton Gerachtchenko, conseiller du ministre de l'Intérieur ukrainien Denys Monastyrsky, affirme que 60 pilotes et techniciens ont été tués et une certaine de personnes blessées dans les explosions.

## Conséquences stratégiques
Selon le ministère de la Défense britannique, huit avions sont détruits, et « la capacité aéronavale de la flotte est aujourd'hui significativement dégradée » à cause des explosions,,. Selon CNN, la Russie n'a pas perdu autant d'avions en une seule journée depuis l'implication de l'Union soviétique dans la Seconde Guerre mondiale. Basé là-bas, le 43e régiment aéronaval de la flotte de la mer Noire — principale force de frappe aéronavale de la flotte — est gravement endommagé,,. En conséquence, le commandant de la flotte de la mer Noire — l'amiral Igor Ossipov — est démis de ses fonctions et remplacé par le vice-amiral Viktor Nikolaïevitch Sokolov,. Le 19 août, Reuters rapporte qu'un responsable anonyme d'un gouvernement occidental déclare que la moitié des avions de combat de la flotte de la mer Noire est inutilisable à la suite des explosions.